# Bierutów

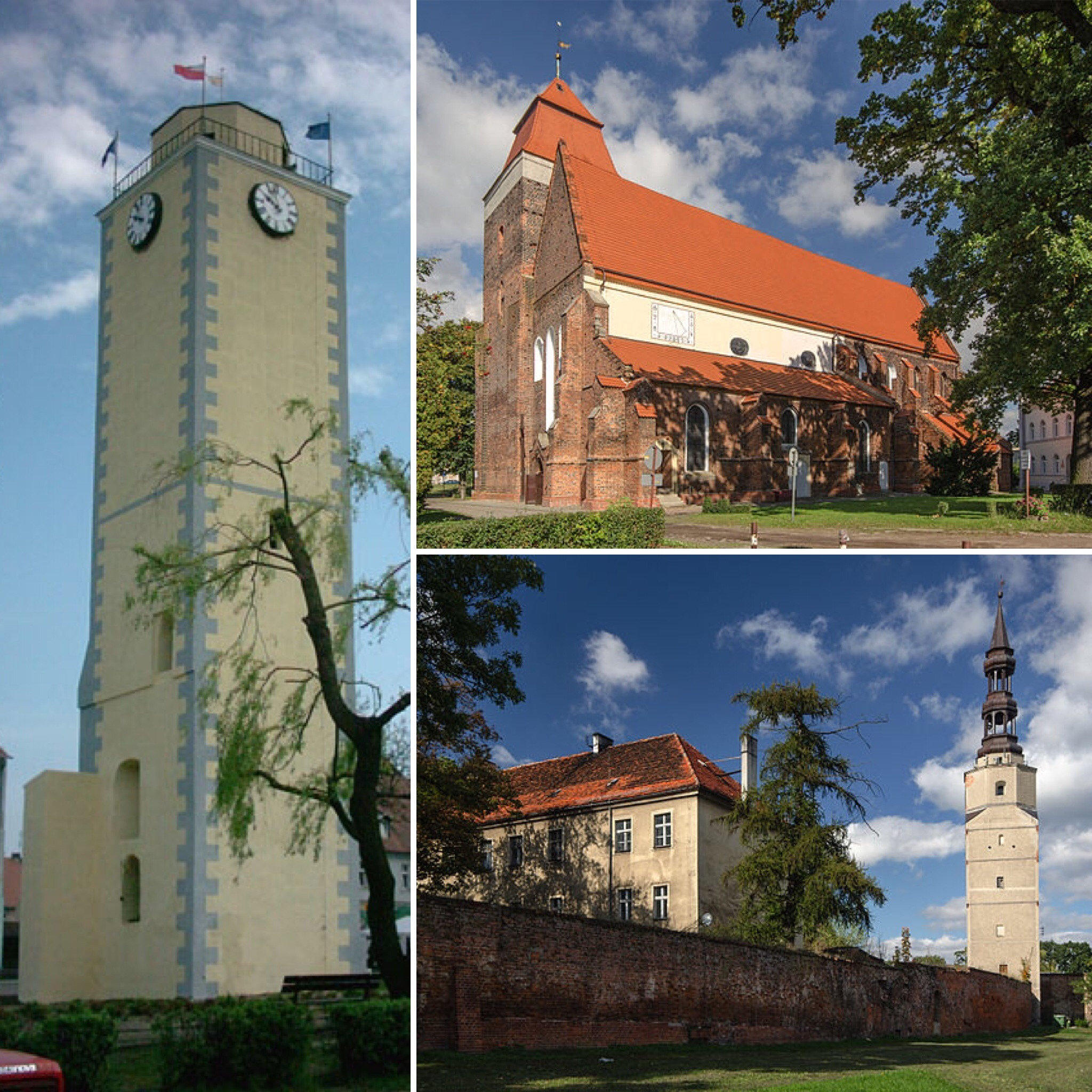

Bierutów (en alemán Bernstadt) es un municipio urbano-rural y una localidad del distrito de Oleśnica, en el voivodato de Baja Silesia (Polonia). La localidad está ubicada a unos trece kilómetros al sudeste de Oleśnica, la sede del distrito, y a unos treinta y cinco al este de Breslavia, la capital del voivodato. En 2011, según la Oficina Central de Estadística polaca, el municipio cubría una superficie de 147 km² y tenía una población de 10 080 habitantes, 5062 en la ciudad de Bierutów y 5018 en el área rural del municipio.